# Alto Alegre (São Paulo)
Alto Alegre – miasto i gmina w Brazylii, w stanie São Paulo. Znajduje się w mezoregionie Araçatuba i mikroregionie Birigui.